# Caroline Wozniacki
| jaar | rang enkelspel | rang dubbelspel |
| ---- | -------------- | --------------- |
| 2006 | 237            | 238             |
| 2007 | 64             | 150             |
| 2008 | 12             | 79              |
| 2009 | 4              | 70              |
| 2010 | 1              | 113             |
| 2011 | 1              | 556             |
| 2012 | 10             | –               |
| 2013 | 10             | –               |
| 2014 | 8              | –               |
| 2015 | 17             | –               |
| 2016 | 19             | –               |
| 2017 | 3              | –               |
| 2018 | 3              | –               |
| 2019 | 38             | –               |

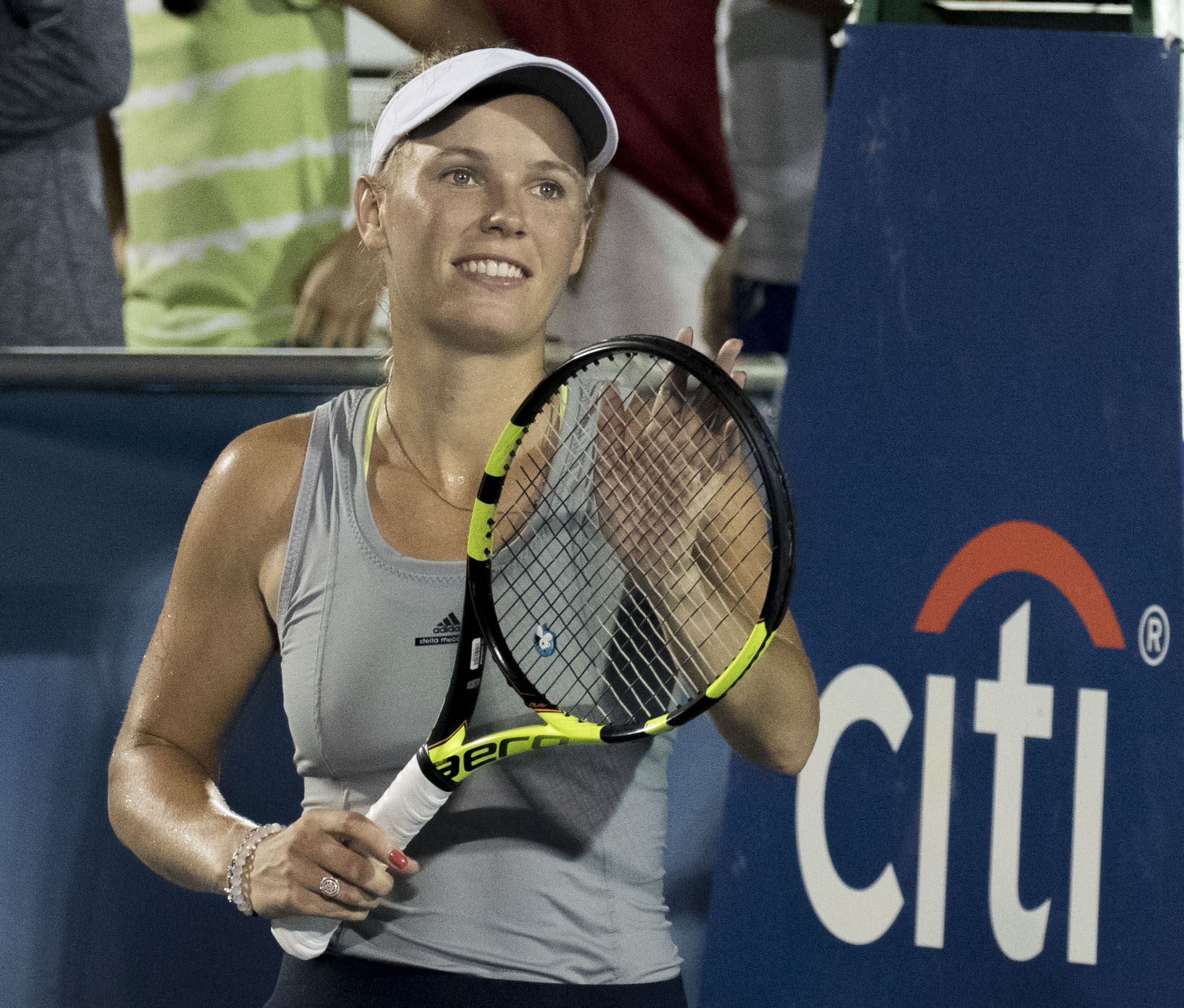
Washington 2016

Caroline Wozniacki (Deens: [kɑːoliːnə vʌsniˈɑɡi]; Pools: [vɔʑˈɲatskʲi] – Odense, 11 juli 1990) is een professioneel tennisspeelster uit Denemarken. Haar ouders zijn afkomstig uit Polen en zij spreekt vloeiend Pools, Deens en Engels. Vanaf 11 oktober 2010 stond zij als eerste Deense op de nummer één-positie van de wereldranglijst. In februari 2011 moest zij deze plek gedurende één week afstaan aan de Belgische Kim Clijsters. Daarna mocht zij de wereldranglijst nogmaals voor bijna een jaar aanvoeren, tot zij op 30 januari 2012 werd afgelost door de Wit-Russin Viktoryja Azarenka. Na haar eerste zege in een grandslamtoernooi, het Australian Open 2018, bereikte Wozniacki wederom de nummer 1-positie, die zij nog vier weken wist vast te houden. In totaal stond zij 71 weken op de eerste plaats. Op 24 januari 2020 nam zij afscheid van het beroepstennis, met dertig enkelspeltitels op haar palmares. In juni 2023 kondigde zij haar rentrée aan.
In de periode 2005–2015 maakte Wozniacki deel uit van het Deense Fed Cup-team – zij behaalde daar een winst/verlies-balans van 20–11.

## Achtergrond
Wozniacki komt uit een sportieve familie. Haar ouders Pjotr en Anna waren zelf ook atleten: haar vader was profvoetballer, haar moeder handbalster voor Polen. Eind jaren tachtig verhuisde het echtpaar met zoon Patrik naar Odense in Denemarken waar Pjotr voor B 1909 ging spelen. Op 11 juli 1990 werd Caroline geboren. Haar interesse voor tennis is te danken aan haar vier jaar oudere broer Patrik, die naast voetbal ook ging tennissen.

## Loopbaan

### 2008–2009
Op 5 oktober 2008 won Wozniacki haar derde WTA-toernooi, namelijk het Japan Open in Tokio. Eerder dat jaar won zij de toernooien van Stockholm en New Haven.
In 2009 won zij eveneens drie WTA-toernooien: het toernooi van Ponte Vedra Beach in april, het toernooi van Eastbourne in juni, waarna zij in augustus haar titel in New Haven prolongeerde. Op 11 september 2009 speelde zij tegen Kim Clijsters de finale van het US Open – zij verloor de partij in twee sets met 5-7 en 3-6. Bij haar debuut op het eindejaarskampioenschap in Doha was zij de jongste deelneemster, en als vierde geplaatst – zij won twee van haar drie partijen in de groepsfase van Viktoryja Azarenka en Vera Zvonarjova; in haar halve finale tegen Serena Williams moest zij tijdens de tweede set opgeven.

### 2010
In januari speelde zij als vierde reekshoofd op het Australian Open – na winst op de Canadese Wozniak, Julia Görges en de als 29e geplaatste Shahar Peer bereikte zij de vierde ronde; deze partij verloor zij van de Chinese Li Na in twee sets. In maart speelde zij op het zware toernooi van Indian Wells; hier was zij als tweede geplaatst – zij versloeg geplaatste speelsters zoals Maria Kirilenko (32), Nadja Petrova (16), Zheng Jie (18) en de Poolse Agnieszka Radwańska (5) alvorens in de finale in twee sets te worden verslagen door de als zesde geplaatste Servische Jelena Janković. In april prolongeerde zij haar titel in Ponte Vedra Beach. In mei speelde zij als derde reekshoofd op Roland Garros – na winst op Alla Koedrjavtseva, Tathiana Garbin, Alexandra Dulgheru (31) en de als veertiende geplaatste Flavia Pennetta, moest zij in de kwartfinale haar meerdere erkennen in de als zeventiende geplaatste Italiaanse Francesca Schiavone. In juni speelde zij, weer als derde reekshoofd, op Wimbledon – ook op dit grandslamtoernooi bereikte zij de vierde ronde, na winst op Tathiana Garbin, Chang Kai-chen en Anastasia Pavljoetsjenkova (29); zij verloor van de ongeplaatste Tsjechische Petra Kvitová met 2-6 en 0-6. In augustus mocht zij drie toernooien op haar naam zetten: een in haar thuisland Denemarken, in Kopenhagen, het Premier Five-toernooi van Montréal, alsmede nogmaals prolongatie van haar titel in New Haven. Aansluitend bereikte zij op het US Open haar beste grandslamresultaat van dit jaar: de halve finale – als eerste reekshoofd won zij onder meer van Maria Sjarapova (14) en de Slovaakse Dominika Cibulková, alvorens het hoofd te moeten buigen voor de als zevende geplaatste Russin Vera Zvonarjova. Met nog twee titels in oktober (Tokio Pan Pacific en het zware toernooi van Peking) bracht zij haar aantal titels in 2010 op zes (twaalf in totaal).

### 2014
Wozniacki hervond haar oude vorm. Op haar favoriete grandslamtoernooi, het US Open, bereikte zij (na een eerste maal in 2009) opnieuw de finale, na zeges op Sjarapova (6-4, 2-6 en 6-2), Errani (6-0 en 6-1) en Peng Shuai (7-6, 4-3 en opgave). Zij verloor echter de finale tegen Serena Williams in twee sets (3-6 en 3-6). Hierdoor keerde Wozniacki terug in de top tien, waar zij zich een jaar zou handhaven.

### 2016
Pas na de zomer kwam Wozniacki goed op gang. Na het bereiken van de halve finale op het US Open greep zij de titel op het Pan Pacific Open in Tokio. Drie weken later won zij haar 25e enkelspeltitel op het toernooi van Hongkong.

### 2017
In het Australisch seizoen won Wozniacki steeds twee partijen per toernooi (Auckland, Sydney, Australian Open). In het nabije oosten bereikte zij twee keer de finale: in Doha waar zij verloor van Karolína Plíšková, en in Dubai waar zij de eer moest laten aan Elina Svitolina. Ook op het Premier Mandatory-toernooi van Miami bereikte zij de finale – hier was Johanna Konta te sterk voor haar. In juni/juli bereikte zij nog twee WTA-enkelspelfinales die zij verloor: in Eastbourne (waar het weer Karolína Plíšková was die haar de zege ontzegde) en in Båstad (waar Kateřina Siniaková de titel opeiste). Bij haar zesde WTA-finale van het jaar (in Toronto) was het terug Elina Svitolina die haar de voet dwars zette. Het getal zeven werd haar geluksgetal: tijdens haar zevende finale, in Tokio, wist zij haar eerste titel van het jaar te grijpen, ten koste van Anastasija Pavljoetsjenkova. Door haar winst op het eindejaarskampioenschap steeg zij terug naar de derde plaats op de wereldranglijst.

### 2018
Op het WTA-toernooi van Auckland bereikte Wozniacki de finale, die zij verloor van Julia Görges – door deze finaleplaats steeg de Deense naar de tweede plek op de WTA-ranglijst. Op het Australian Open veroverde zij haar eerste grandslamtitel – deze overwinning bracht haar bovendien terug op de eerste positie, die zij zes jaar eerder had moeten afstaan aan Viktoryja Azarenka. Deze positie kon zij vier weken vasthouden, waarna zij het stokje moest teruggeven aan Simona Halep.

## Speelstijl
Wozniacki staat bekend als een defensieve speelster. Zij is opvallend consistent in het terugspelen van de bal en doet dat met redelijk wat topspin. Zij heeft niet echt de kracht om heel hard te slaan, met als gevolg dat zij eerder precies dan krachtig serveert en dat een aanvalsbal van haar altijd later in de rally komt. Van haar baseline-slagen is haar backhand de beste slag — daarmee slaat zij dan ook de meeste winners; je ziet haar zelden om haar backhand heen lopen (om forehand te kunnen slaan). Hoewel zij niet veel dubbelspel speelt, kan zij aardig volleren en smashen.

## Palmares
| Legenda                | Legenda                  |
| ---------------------- | ------------------------ |
| Grandslamtoernooi      |                          |
| Olympische Spelen      |                          |
| Year-End Championships |                          |
| tot 2009               | 2009 – 2020 / vanaf 2021 |
| Tier I                 | Premier Mandatory        |
| Tier II                | Premier Five / WTA 1000  |
| Tier III               | Premier / WTA 500        |
| Tier IV & V            | International / WTA 250  |
|                        | Challenger / WTA 125     |

### Overwinningen op een regerend nummer 1
Wozniacki heeft tot op heden viermaal een partij tegen een op dat ogenblik heersend leider van de wereldranglijst gewonnen (peildatum 27 januari 2018):
| nr. | datum      | toernooi        | ronde        | tegenstandster    | score         |         |
| --- | ---------- | --------------- | ------------ | ----------------- | ------------- | ------- |
| 1.  | 2017-08-11 | WTA Toronto     | kwartfinale  | Karolína Plíšková | 7-5, 6-7, 6-4 | details |
| 2.  | 2017-09-23 | WTA Tokio       | halve finale | Garbiñe Muguruza  | 6-2, 6-0      | details |
| 3.  | 2017-10-25 | WTA Finals      | groepsfase   | Simona Halep      | 6-0, 6-2      | details |
| 4.  | 2018-01-27 | Australian Open | finale       | Simona Halep      | 7-6, 3-6, 6-4 | details |

### WTA-finaleplaatsen enkelspel
| nr.              | finale     | toernooi                | ondergrond    | tegenstandster              | score         |         |
| ---------------- | ---------- | ----------------------- | ------------- | --------------------------- | ------------- | ------- |
| gewonnen finales |            |                         |               |                             |               |         |
| 1.               | 2008-08-03 | WTA Stockholm           | hardcourt     | Vera Doesjevina             | 6-0, 6-2      | details |
| 2.               | 2008-08-23 | WTA New Haven           | hardcourt     | Anna Tsjakvetadze           | 3-6, 6-4, 6-1 | details |
| 3.               | 2008-10-05 | WTA Japan (Tokio)       | hardcourt     | Kaia Kanepi                 | 6-2, 3-6, 6-1 | details |
| 4.               | 2009-04-12 | WTA Ponte Vedra Beach   | gravel        | Aleksandra Wozniak          | 6-1, 6-2      | details |
| 5.               | 2009-06-20 | WTA Eastbourne          | gras          | Virginie Razzano            | 7-6, 7-5      | details |
| 6.               | 2009-08-29 | WTA New Haven           | hardcourt     | Jelena Vesnina              | 6-2, 6-4      | details |
| 7.               | 2010-04-11 | WTA Ponte Vedra Beach   | gravel        | Volha Havartsova            | 6-2, 7-5      | details |
| 8.               | 2010-08-08 | WTA Kopenhagen          | hardcourt (i) | Klára Zakopalová            | 6-2, 7-6      | details |
| 9.               | 2010-08-23 | WTA Montréal            | hardcourt     | Vera Zvonarjova             | 6-3, 6-2      | details |
| 10.              | 2010-08-28 | WTA New Haven           | hardcourt     | Nadja Petrova               | 6-3, 3-6, 6-3 | details |
| 11.              | 2010-10-02 | WTA Tokio               | hardcourt     | Jelena Dementjeva           | 1-6, 6-2, 6-3 | details |
| 12.              | 2010-10-10 | WTA Peking              | hardcourt     | Vera Zvonarjova             | 6-3, 3-6, 6-3 | details |
| 13.              | 2011-02-20 | WTA Dubai               | hardcourt     | Svetlana Koeznetsova        | 6-1, 6-3      | details |
| 14.              | 2011-03-20 | WTA Indian Wells        | hardcourt     | Marion Bartoli              | 6-1, 2-6, 6-3 | details |
| 15.              | 2011-04-10 | WTA Charleston          | gravel        | Jelena Vesnina              | 6-2, 6-3      | details |
| 16.              | 2011-05-21 | WTA Brussel             | gravel        | Peng Shuai                  | 2-6, 6-3, 6-3 | details |
| 17.              | 2011-06-12 | WTA Kopenhagen          | hardcourt (i) | Lucie Šafářová              | 6-1, 6-4      | details |
| 18.              | 2011-08-27 | WTA New Haven           | hardcourt     | Petra Cetkovská             | 6-4, 6-1      | details |
| 19.              | 2012-09-23 | WTA Seoel               | hardcourt     | Kaia Kanepi                 | 6-1, 6-0      | details |
| 20.              | 2012-10-21 | WTA Moskou              | hardcourt (i) | Samantha Stosur             | 6-2, 4-6, 7-5 | details |
| 21.              | 2013-10-20 | WTA Luxemburg           | hardcourt (i) | Annika Beck                 | 6-2, 6-2      | details |
| 22.              | 2014-07-20 | WTA Istanbul            | hardcourt     | Roberta Vinci               | 6-1, 6-1      | details |
| 23.              | 2015-03-08 | WTA Kuala Lumpur        | hardcourt     | Alexandra Dulgheru          | 4-6, 6-2, 6-1 | details |
| 24.              | 2016-09-25 | WTA Tokio               | hardcourt     | Naomi Osaka                 | 7-5, 6-3      | details |
| 25.              | 2016-10-16 | WTA Hongkong            | hardcourt     | Kristina Mladenovic         | 6-1, 6-7, 6-2 | details |
| 26.              | 2017-09-24 | WTA Tokio               | hardcourt     | Anastasija Pavljoetsjenkova | 6-0, 7-5      | details |
| 27.              | 2017-10-29 | WTA Finals              | hardcourt (i) | Venus Williams              | 6-4, 6-4      | details |
| 28.              | 2018-01-27 | Australian Open         | hardcourt     | Simona Halep                | 7-6, 3-6, 6-4 | details |
| 29.              | 2018-06-30 | WTA Eastbourne          | gras          | Aryna Sabalenka             | 7-5, 7-6      | details |
| 30.              | 2018-10-07 | WTA Peking              | hardcourt     | Anastasija Sevastova        | 6-3, 6-3      | details |
| verloren finales |            |                         |               |                             |               |         |
| 1.               | 2008-10-26 | WTA Luxemburg           | hardcourt (i) | Jelena Dementjeva           | 6-2, 4-6, 6-7 | details |
| 2.               | 2009-02-21 | WTA Memphis             | hardcourt (i) | Viktoryja Azarenka          | 1-6, 3-6      | details |
| 3.               | 2009-04-19 | WTA Charleston          | gravel        | Sabine Lisicki              | 2-6, 4-6      | details |
| 4.               | 2009-05-17 | WTA Madrid              | gravel        | Dinara Safina               | 2-6, 4-6      | details |
| 5.               | 2009-07-11 | WTA Båstad              | gravel        | María José Martínez Sánchez | 5-7, 4-6      | details |
| 6.               | 2009-09-13 | US Open                 | hardcourt     | Kim Clijsters               | 5-7, 3-6      | details |
| 7.               | 2010-03-21 | WTA Indian Wells        | hardcourt     | Jelena Janković             | 2-6, 4-6      | details |
| 8.               | 2010-10-31 | WTA Championships       | hardcourt     | Kim Clijsters               | 3-6, 7-5, 3-6 | details |
| 9.               | 2011-02-26 | WTA Doha                | hardcourt     | Vera Zvonarjova             | 4-6, 4-6      | details |
| 10.              | 2011-04-24 | WTA Stuttgart           | gravel (i)    | Julia Görges                | 6-7, 3-6      | details |
| 11.              | 2012-04-15 | WTA Kopenhagen          | hardcourt (i) | Angelique Kerber            | 4-6, 4-6      | details |
| 12.              | 2012-11-04 | Tournament of Champions | hardcourt (i) | Nadja Petrova               | 2-6, 1-6      | details |
| 13.              | 2013-03-17 | WTA Indian Wells        | hardcourt     | Maria Sjarapova             | 2-6, 2-6      | details |
| 14.              | 2014-09-07 | US Open                 | hardcourt     | Serena Williams             | 3-6, 3-6      | details |
| 15.              | 2014-09-21 | WTA Tokio               | hardcourt     | Ana Ivanović                | 2-6, 6-7      | details |
| 16.              | 2015-01-10 | WTA Auckland            | hardcourt     | Venus Williams              | 6-2, 3-6, 3-6 | details |
| 17.              | 2015-04-26 | WTA Stuttgart           | gravel (i)    | Angelique Kerber            | 6-3, 1-6, 5-7 | details |
| 18.              | 2017-02-18 | WTA Doha                | hardcourt     | Karolína Plíšková           | 3-6, 4-6      | details |
| 19.              | 2017-02-25 | WTA Dubai               | hardcourt     | Elina Svitolina             | 4-6, 2-6      | details |
| 20.              | 2017-04-01 | WTA Miami               | hardcourt     | Johanna Konta               | 4-6, 3-6      | details |
| 21.              | 2017-07-01 | WTA Eastbourne          | gras          | Karolína Plíšková           | 4-6, 4-6      | details |
| 22.              | 2017-07-30 | WTA Båstad              | gravel        | Kateřina Siniaková          | 3-6, 4-6      | details |
| 23.              | 2017-08-13 | WTA Toronto             | hardcourt     | Elina Svitolina             | 4-6, 0-6      | details |
| 24.              | 2018-01-07 | WTA Auckland            | hardcourt     | Julia Görges                | 4-6, 6-7      | details |
| 25.              | 2019-04-07 | WTA Charleston          | gravel        | Madison Keys                | 6-7, 3-6      | details |

### WTA-finaleplaatsen vrouwendubbelspel
| nr.              | finale     | toernooi     | ondergrond    | partner                 | tegenstandsters                   | score    |         |
| ---------------- | ---------- | ------------ | ------------- | ----------------------- | --------------------------------- | -------- | ------- |
| gewonnen finales |            |              |               |                         |                                   |          |         |
| 1.               | 2008-09-28 | WTA Peking   | hardcourt     | Anabel Medina Garrigues | Han Xinyun Xu Yifan               | 6-1, 6-3 | details |
| 2.               | 2009-02-21 | WTA Memphis  | hardcourt (i) | Viktoryja Azarenka      | Joeliana Fedak Michaëlla Krajicek | 6-1, 7-6 | details |
| verloren finales |            |              |               |                         |                                   |          |         |
| 1.               | 2006-02-26 | WTA Memphis  | hardcourt (i) | Viktoryja Azarenka      | Lisa Raymond Samantha Stosur      | 6-7, 3-6 | details |
| 2.               | 2020-01-12 | WTA Auckland | hardcourt     | Serena Williams         | Asia Muhammad Taylor Townsend     | 4-6, 4-6 | details |

### Gewonnen ITF-toernooien enkelspel
| nr. | finale     | toernooi  | ondergrond | dotatie   | tegenstandster in finale | score         |
| --- | ---------- | --------- | ---------- | --------- | ------------------------ | ------------- |
| 1.  | 2006-10-26 | Istanbul  | hardcourt  | $ 25.000  | Tatjana Malek            | 6-2, 6-1      |
| 2.  | 2007-01-30 | Ortisei   | tapijt     | $ 75.000  | Alberta Brianti          | 4-6, 7-5, 6-3 |
| 3.  | 2007-02-27 | Las Vegas | hardcourt  | $ 75.000  | Akiko Morigami           | 6-3, 6-2      |
| 4.  | 2008-11-23 | Odense    | tapijt     | $ 100.000 | Sofia Arvidsson          | 6-2, 6-1      |

## Resultaten grote toernooien
| Legenda | Legenda                          |
| ------- | -------------------------------- |
| g.t.    | geen toernooi gehouden           |
| l.c.    | lagere categorie                 |
| –       | niet deelgenomen                 |
| G       | uitgeschakeld in de groepsfase   |
| 1R      | uitgeschakeld in de eerste ronde |
| 2R      | uitgeschakeld in de tweede ronde |
| 3R      | uitgeschakeld in de derde ronde  |
| 4R      | uitgeschakeld in de vierde ronde |
| KF      | uitgeschakeld in de kwartfinale  |
| HF      | uitgeschakeld in de halve finale |
| F       | de finale verloren               |
| W       | het toernooi gewonnen            |
| w-v     | winst/verlies-balans             |

### Enkelspel
| toernooi            | 2007 | 2008 | 2009 | 2010 | 2011 | 2012 | 2013 | 2014 | 2015 | 2016 | 2017 | 2018 | 2019 | 2020 | 2021 | 2022 | 2023 | 2024 |
| ------------------- | ---- | ---- | ---- | ---- | ---- | ---- | ---- | ---- | ---- | ---- | ---- | ---- | ---- | ---- | ---- | ---- | ---- | ---- |
| grandslamtoernooien |      |      |      |      |      |      |      |      |      |      |      |      |      |      |      |      |      |      |
| Australian Open     | –    | 4R   | 3R   | 4R   | HF   | KF   | 4R   | 3R   | 2R   | 1R   | 3R   | W    | 3R   | 3R   | –    | –    | –    | 2R   |
| Roland Garros       | 1R   | 3R   | 3R   | KF   | 3R   | 3R   | 2R   | 1R   | 2R   | –    | KF   | 4R   | 1R   | –    | –    | –    | –    | –    |
| Wimbledon           | 2R   | 3R   | 4R   | 4R   | 4R   | 1R   | 2R   | 4R   | 4R   | 1R   | 4R   | 2R   | 3R   | –    | –    | –    | –    | 3R   |
| US Open             | 2R   | 4R   | F    | HF   | HF   | 1R   | 3R   | F    | 2R   | HF   | 2R   | 2R   | 3R   | –    | –    | –    | 4R   |      |
| WTA Finals          |      |      |      |      |      |      |      |      |      |      |      |      |      |      |      |      |      |      |
| WTA Finals          | –    | –    | HF   | F    | G    | –    | –    | HF   | –    | –    | W    | G    | –    | –    | –    | –    | –    |      |
| Premier Mandatory   |      |      |      |      |      |      |      |      |      |      |      |      |      |      |      |      |      |      |
| Indian Wells        | 2R   | 4R   | KF   | F    | W    | 4R   | F    | 4R   | 3R   | 2R   | KF   | 4R   | 2R   | –    | –    | –    | –    | KF   |
| Miami               | –    | 4R   | KF   | KF   | 4R   | HF   | 3R   | KF   | 4R   | 3R   | F    | 2R   | 4R   | –    | –    | –    | –    | 2R   |
| Madrid              | g.t. | g.t. | F    | 2R   | 3R   | 3R   | 1R   | 2R   | KF   | –    | 2R   | 3R   | 1R   | –    | –    | –    | –    | 1R   |
| Peking              | l.c. | l.c. | 1R   | W    | KF   | 3R   | KF   | 2R   | 3R   | 3R   | 3R   | W    | HF   | –    | –    | –    | –    |      |
| Premier Five        |      |      |      |      |      |      |      |      |      |      |      |      |      |      |      |      |      |      |
| Doha / Dubai        | l.c. | KF   | –    | 3R   | W    | 2R   | KF   | 2R   | HF   | 3R   | F    | HF   | –    | –    | –    | –    | –    | –    |
| Rome                | –    | 3R   | 3R   | 3R   | HF   | 2R   | 1R   | –    | 2R   | –    | –    | KF   | 1R   | –    | –    | –    | –    | –    |
| Cincinnati          | l.c. | l.c. | KF   | 3R   | 2R   | 3R   | KF   | HF   | 2R   | –    | KF   | 2R   | 1R   | –    | –    | –    | 1R   |      |
| Montréal/Toronto    | 1R   | –    | 2R   | W    | 2R   | HF   | 2R   | KF   | 2R   | –    | F    | 2R   | 2R   | –    | –    | –    | 2R   | –    |
| Tokio/Wuhan         | –    | 1R   | 2R   | W    | 3R   | KF   | HF   | HF   | 2R   | 3R   | 2R   | 3R   | 1R   | –    | –    | –    |      |      |

### Vrouwendubbelspel
| toernooi        | 2007 | 2008 | 2009 | 2010 |
| --------------- | ---- | ---- | ---- | ---- |
| Australian Open | –    | 2R   | 1R   | 1R   |
| Roland Garros   | –    | 1R   | 1R   | 2R   |
| Wimbledon       | –    | 1R   | 2R   | 2R   |
| US Open         | 1R   | 2R   | 3R   | 2R   |

### Gemengd dubbelspel
| toernooi        | 2007 | 2008 |
| --------------- | ---- | ---- |
| Australian Open | –    | –    |
| Roland Garros   | 1R   | 1R   |
| Wimbledon       | –    | 2R   |
| US Open         | –    | 2R   |